# Georges Fath
Pour les articles homonymes, voir Fath.
Théodore Georges Fath (Paris, 22 janvier 1818 - Maisons-Laffitte, 29 juin 1900) est un auteur dramatique, illustrateur et écrivain français, arrière-grand-père de Jacques Fath.

## Biographie
Il étudie d'abord la sculpture et se fait connaître en 1840 avec un drame La Femme de l'émigré. 
En dehors de ses propres ouvrages, Fath illustre les Contes d'une vieille fille à ses neveux de Delphine de Girardin, avec Gustave Doré pour Michel Lévy (1866), les Historiettes véritables pour les enfants de quatre à huit ans de Zulma Carraud (1879) et les Jeux et exercices des jeunes filles de Madame de Chabreul pour Hachette (1890), Jocrisse et sa sœur de Pierre-Jules Hetzel (1878) ou encore Un petit-fils de Robinson de Philibert Audebrand en collaboration de Aloys Fellmann pour les éditions Lefèvre (1878).
On lui doit des feuilletons, des romans et des nouvelles. Il a aussi traduit pour le Magasin des enfants les Contes de Christoph von Schmid (1852).

## Œuvres
- La Femme de l'émigré, drame en 2 actes mêlé de chants, avec Adolphe Guénée, 1840
- De Charybde en Scylla, vaudeville, 1844
- Les Nains célèbres depuis l'antiquité, jusques et y compris Tom-Pouce, Havard, 1845
- Partie à trois, comédie en un acte, mêlée de couplets, avec Eugène Nus et Auguste Follet, 1847
- La Mort de Chatterton, drame en vers, Havard, 1849
- La Prison de Schlusselbourg, 1855
- Le Dernier jour d'une monarchie, drame en cinq actes, avec Auriol, 1856
- L'Article 75, dans L'Écho des feuilletons: recueil de nouvelles, légendes, anecdotes, épisodes, etc., Paris, 1862, (lire en ligne)
- Les Brûleurs de villes, 1863, dans L'Écho des feuilletons: recueil de nouvelles, légendes, anecdotes, épisodes, etc., Paris, 1865,  (lire en ligne)
- La Sagesse des enfants, proverbes, Hachette, 1865
- Gredin de Pigoche !, opérette en 1 acte, avec Michel Masson, 1867
- Pierrot à l'école, Magasin d'éducation et de récréation, Hetzel, 1868
- Le Paris des enfants, petit voyage à travers la grande ville, Hachette, 1869
- Marie la petite étourdie, Bernardin-Béchet, 1871
- Les Contes du vieux docteur, Ducrocq, 1873
- Le Paris des enfants. Petit voyage à travers la grande ville, texte et illustrations, Hachette, 1874
- Les Méfaits de Polichinelle, illustrations, texte de P.-J. Stahl, Hetzel, 1874
- Perdus au milieu de Paris, histoire de trois orphelin, Ducrocq, 1875
- Le Bon cœur de Lucette, Bernardin-Béchet, 1877
- L'Éducation d'Aline, Ducrocq, 1877
- Un drôle de voyage, Hetzel, 1878
- Pierrot à l'école et chez son ami Paillasse, 55 vignettes de Fath, texte de Fath et un Papa, Hetzel, 1880
- Prisonniers dans les glaces, Plon, 1881
- Les Cataractes de l'Obi, voyage dans les steppes sibériennes, Plon, 1882
- Les Études de Petit-Pierre, texte et dessins, Delagrave, 1883
- La Sagesse des enfants, proverbes, texte et illustrations, Hachette, 1885
- Bernard, la gloire de son village, Hachette, 1888 (lire en ligne)